# Posizioni del karate
Dachi Waza (立ち技?, Tecniche di Posizioni)
La parte del karate che riguarda lo studio e l'esecuzione del posizionamento dei piedi e delle gambe rispetto al tronco è chiamata Dachi Waza.
Dal momento che il karate è un'arte marziale basata sull'uso controllato della propria energia e di quella dell'avversario mediante tecniche di attacco o difesa, è necessario padroneggiare le posizioni più appropriate e più stabili che consentano l'esecuzione corretta di tali tecniche.
Secondo la filosofia tradizionale del karate-do, che punta allo sviluppo (rappresentato dalla particella "Do", che significa "via", percorso), il praticante dell'arte deve sempre dedicare sufficiente attenzione alle basi, per canalizzare l'energia nel punto focale di ogni tecnica, proprio come un triangolo che ha una base e un unico punto (baricentro) in cui si concentrano le forze. Un atleta attento combatte contro un avversario, ma non contro l'energia (Ki).
Con l'avanzamento di un piede o dell'altro, le posizioni asimmetriche possono essere  Migi (右?, destra) o Hidari ( 左?, sinistra), esattamente come la guardia tenuta nell'affrontare l'avversario, Gyaku hanmi (逆?) e Oi hanmi (追い?).
Ecco l'elenco delle posizioni
:
- Heisoku dachi: posizione a piedi uniti
- Musubi dachi: posizione a piedi vicini
- Heiko dachi: posizione a piedi paralleli
- Sotohachi dachi: posizione naturale
- Uchihachi dachi: posizione naturale verso l'interno
- Kiba dachi: posizione del cavaliere (alcuni aggiungono "di ferro")
- Shiko dachi chokkaku (oppure Shiko dachi 90°): posizione del cavaliere a 90°
- Shiko dachi shakaku (oppure Shiko dachi 45°): posizione del cavaliere a 45°
- Zenkutsu dachi: posizione bassa in avanti
- Hangetsu (oppure hankutsu) dachi: mezza posizione bassa in avanti
- Moto dachi: posizione corta di base/da combattimento
- Sagi ashi dachi: posizione dell'airone
- Sanchin dachi: posizione della clessidra
- Neko ashi dachi: posizione del gatto
- Kokutsu dachi (Okinawa): posizione arretrata di Okinawa
- Kokutsu dachi (shotokan): posizione arretrata dello Shotokan
- Renoji dachi (tipo 1): posizione a L normale
- Renoji dachi (tipo 2): posizione a L ravvicinata
- Teiji dachi (tipo 1): posizione a T normale
- Teiji dachi (tipo 2): posizione a T ravvicinata

## Posizioni alte

### Heisoku dachi
Heisoku dachi (閉足立ち?) è eseguita unendo i piedi, a gambe diritte e unite. Apparentemente semplice, la posizione permette al combattente di percepire la linea centrale del proprio corpo, consentendo di "sentire" il campo di copertura delle tecniche di attacco e difesa.

### Musubi dachi
Musubi dachi (結び立ち?) è a talloni uniti, simile a heisoku dachi, di cui mantiene la stessa distanza di gambe e caviglie, ma con le punte dei piedi aperte a formare un angolo di circa 45 gradi. La posizione è solitamente usata per il saluto.

Vi è, d'altra parte, un senso più ampio nell'origine del termine. Musubi è la parola che di solito viene scritta con caratteri che significano "completare" o "chiudere", ma può anche essere scritta con caratteri che significano "molti" o "infinito". A questo proposito, dunque, il termine porterebbe con sé la connotazione di infinite possibilità, ossia che il combattente è pronto ad affrontare qualsiasi situazione, per combattere o meno.

### Heiko dachi
Heikō dachi (平行立ち?) è una posizione estremamente naturale, con piedi e gambe tenuti paralleli alla stessa larghezza delle spalle.

### Hachiji dachi
Hachiji dachi (八字立ち?) o Soto hachiji dachi (外八字立ち?) è un'altra posizione molto naturale, eseguita con le gambe dritte e parallele alla stessa larghezza delle spalle e con i piedi aperti a circa 45 gradi. La postura è spesso chiamata Shizentai (自然体?) oppure Shizentai dachi (自然体立?), che significa esattamente "posizione naturale".

### Uchi hachiji dachi
Uchi hachiji dachi (内八字立ち?) è eseguita sulla base della posizione hachiji dachi ma invertendo le posizioni dei piedi, le cui punte convergono verso l'interno con un angolo di circa 45 gradi.

### Moroashi dachi
Moroashi dachi (双足立ち?) è la posizione con una gamba avanzata di un piede, equivalente al lato aperto della spalla..

### Sanchin dachi
Sanchin dachi (三戦立ち?), posizione della clessidra, è simile a moroashi dachi, con i piedi alla larghezza dei fianchi e il peso distribuito su entrambe le gambe. Il piede avanzato, ruotato di 45 gradi verso l'interno, ha il tallone sulla stessa linea dell'alluce del piede arretrato. Le ginocchia sono piegate e i piedi esercitano una forte pressione a terra. Il tronco è eretto. I fianchi sono contratti, assieme ai muscoli delle cosce e ai glutei. Questa posizione è eccellente per l'esecuzione di tecniche difensive.
La stabilità della posizione deriva dalla apertura della gamba avanzata e dalla distanza e dalla posizione dei piedi, che forniscono forza sia nella direzione sinistra-destra che avanti-indietro, e quindi lascia il combattente in una posizione comoda per la rotazione dell'anca e per l'applicazione di colpi di gambe e mani. Le gambe sono piegate verso l'interno, caratteristica questa che consente la protezione di ventre e inguine.

### Teiji dachi
Teiji dachi (丁字立ち?) è eseguita con un piede arretrato, ruotato di 90 gradi verso l'esterno, il cui centro è posizionato dietro la linea del piede avanzato, puntato diritto in avanti, a una distanza pari grossomodo alla larghezza delle spalle. Si usa per eseguire delle tecniche di braccia o di gamba anteriore kizami. Il nome deriva dalla forma di base del carattere kanji 丁.

### Renoji dachi
Renoji dachi (レの字立ち?) è ottenuta, come in teiji dachi, posizionando il piede posteriore con un angolo di 90 gradi ma con il tallone in linea con il piede anteriore anziché centrato. Come nel teiji dachi, il piede anteriore è puntato in avanti e la distanza tra i piedi è equivalente alla larghezza delle spalle.

Il nome deriva dalla forma di base del carattere Kana レ

### Ukiashi dachi
Ukiashi dachi (受足立ち?) è una posizione che deriva dal rilassamento della posizione nekoashi. In un certo senso, è una posizione molto simile a renoji dachi, ma la gamba anteriore rimane con il piede destro piatto sull'avanpiede, in modo che il peso del corpo sia sostenuto principalmente dalla gamba posteriore..

## Posizioni di altezza media
Le posizioni di altezza media sono state ideate per mettere assieme il meglio di entrambe le posizioni alte e basse, cioè la mobilità e la stabilità. Anche se le posizioni alte permettono una maggiore fluidità e le basse garantiscono una maggiore stabilità durante il Kumite, le posizioni di altezza intermedia sono le più appropriate ad una situazione di confronto, perché permettono di combinare le due funzioni e sono eseguite in modo più naturale.
Filosoficamente, seguono il principio secondo il quale la "via di mezzo" è la più sicura, ossia che non dovremmo dare priorità agli estremi.

### Hangetsu dachi
Hangetsu dachi (半月立ち?), oppure seisan dachi (十三立ち?), posizione della mezzaluna. Si esegue con il peso del corpo su entrambi i piedi, con le ginocchia piegate verso l'interno come per sanchin dachi; la distanza tra i piedi è media, circa la stessa che per naihanchi dachi.

### Hebi dachi
Hebi dachi (蛇立ち?,  posizione del serpente) è realizzata mettendo i piedi come in renoji dachi ma con le gambe piegate.

### Moto dachi
Moto dachi (基立ち?) è la posizione frontale di guardia; si esegue con il peso su entrambi i piedi, lasciando le gambe leggermente piegate e aperte lateralmente per la larghezza delle spalle, il piede anteriore rivolto in avanti e quello indietro leggermente aperto.

### Han zenkutsu dachi
Han zenkutsu dachi (半前屈立ち?), shō zenkutsu dachi (小前屈立?) o Futsu dachi (二立ち?), modifica della base zenkutsu dachi che differisce dalla moto dachi per un piede e ruotando la gamba posteriore..

### Naihanchi dachi
Naihanchi dachi (内步進立ち?) è eseguita mettendo i piedi paralleli distanziati un po' più delle spalle, con le punte leggermente rivolte verso l'interno. Il baricentro è abbassato e le ginocchia sono piegate verso l'interno. Il peso deve essere posto sulla parte esterna del piede. La posizione è simile a kiba dachi. Anche se non particolarmente stabile di fronte ad attacchi frontali, è molto potente contro un attacco dai lati o per proiettare l'avversario.

### Jigotai dachi
Jigotai dachi (自護体立ち?) è simile a naihanchi dachi, sempre con il baricentro abbassato ma con i piedi che puntano all'infuori a 45 gradi e con le ginocchia rivolte in avanti, in modo che la postura sia stabile ma renda il combattente in grado di deviare anche gli attacchi frontali.

### Han kokutsu dachi
Han kōkutsu dachi (半後屈立ち?) o shō kokutsu dachi (小後屈立ち?) Modifica di kokutsu dachi in cui l'apertura dei piedi è leggermente più ampia dell'ampiezza delle spalle.

### Sunsu dachi
Sunsu dachi (スンスウ立ち?, Sunsū dachi, postura dell'uomo di ferro).

### Tora dachi
Tora dachi (虎立ち?), o Yaya fukai zenkutsu dachi (やや深い前屈立ち?), è una forma di zenkutsu dachi con il tronco inclinato leggermente in avanti.

## Posizioni basse
| Kiba dachi (騎馬立ち?) | Shiko Dachi (四股立ち?) | Sochin Dachi (壯鎭立?) |
| | | |
| Posizione 'del cavaliere', con ginocchia flesse e piedi paralleli alla stessa distanza di Kōkutsu Dachi | Posizione 'quadrata'. Identica a kiba dachi ma con i piedi divaricati verso l'esterno con un angolo di 45 gradi. È conosciuta anche come Sumo Dachi (相扑立?)                                    | Posizione 'immobile', con i piedi come in zenkutsu dachi ma con le ginocchia flesse come in kiba dachi e con il corpo di taglio. Conosciuta anche come Fudō Dachi (不動立ち?)                                                                                           |
| Nekoashi Dachi (猫足立ち?) | Kōkutsu Dachi (後屈立ち?) | Sobakutsu Dachi (側屈立?) |
| | | |
| Posizione 'delle gambe (zampe) del gatto'. È eseguita come renogi dachi, ma con il piede anteriore che poggia soltanto sulle dita e le ginocchia ben flesse.                                                    | Posizione 'arretrata', con il peso spostato sulla gamba posteriore, i piedi piantati l'uno perpendicolarmente all'altro con i talloni sulla stessa linea, con la stessa apertura del kiba dachi. | Posizione simile a zenkutsu dachi ma con testa e busto rivolti all'indietro, è infatti chiamata kokutzudachi nello stile shito ryu in quanto pone il 70% del peso del corpo sulla parte posteriore verso il piede arretrato. È anche chiamata zenkotsudachi di okinawa. |
| Zenkutsu Dachi (前屈立ち?) | Zenkutsu Dachi di Funakoshi | |
| | | |
| Posizione 'avanzata', con il peso prevalente sulla gamba anteriore piegata a formare un angolo di novanta gradi con il piede; la gamba posteriore è dritta, con il piede ruotato all'esterno di circa 45 gradi. | Ottenuta dal tradizionale zenkutsu dachi chiudendo l'angolo della gamba anteriore e piegando la gamba posteriore. Funakoshi No Zenkutsu Dachi (船越の前屈立ち?)                                  | |